# Toke Trylle
Toke Trylle (del nórdico antiguo: Toke el mago, c. 1010-1047) también Toke Palnesson, fue un caudillo vikingo de Selandia, Dinamarca, a finales del siglo X y principios del siglo XI. Fue el primer referente de la dinastía Hvide y el primero de su estirpe en convertirse al cristianismo. Las teorías de historiadores modernos inducen a plantear que Toke Trylle pudo ser hijo de Pallig Tókason, o incluso que fuera el mismo legendario Palnatoke, aunque a día de hoy no ha sobrevivido ninguna fuente que pueda corroborarlo y, por lo tanto, sigue siendo una conjetura.
Poco se sabe de su ascendencia, según los Annales Sorani 1130-1300 (Den Yngre Sorø årbog) su padre se llamaba Slau o Slag. Tampoco se conoce el nombre de su esposa, pero tuvo tres hijos, Aude Hvide (o Áki, padre de Vagn Åkesson), Torben Tokesen Hvide y Skjalm Tokesen Hvide.